# 에메랄드의 전설
〈에메랄드의 전설〉(일본어: エメラルドの伝説 에메라루도노덴세츠[*])은 더 템터스의 세 번째 싱글로서, 1968년 6월 15일 발매되었다. (7" Vinyl: FS-1049) 발매 후 약 1개월 뒤 오리콘 싱글 차트 6위에 처음 등장했으며, 그 다음주에 1위를 차지했다.
이 곡은 여러번 리메이크 되기도 했는데, 1971년 재키 요시카가와 블루 코메츠가 앨범 《GSR》에, 1991년 Mi-ke가 《추억의 G·S 쿠주쿠리 해변》에, 2008년 치카다 하루오&하루오혼이 《리멤버 그룹사운즈》에 각각 수록했다.

## 수록곡
| #  | 제목                                                            | 작사              | 작곡              | 편곡            | 재생 시간 |
| -- | --------------------------------------------------------------- | ----------------- | ----------------- | --------------- | --------- |
| 1. | 〈에메랄드의 전설 (The legend of emerald)〉 (エメラルドの伝説)  | 나카니시 레이     | 무라이 쿠니히코   | 카와구치 마코토 |           |
| 2. | 〈우리들의 천사 (Our angels)〉 (僕たちの天使 보쿠타치노텐시[*]) | 마츠자키 요시하루 | 마츠자키 요시하루 |                 |           |